# سیارک ۲۲۵۶۴
سیارک ۲۲۵۶۴ (به انگلیسی: 22564 Jeffreyxing، نامگذاری:1998HP29) بیست و دو هزار و پانصد و شصت و چهارمین سیارک کشف شده‌است که در ۲۰ آوریل ۱۹۹۸ کشف شد.
قدر مطلق سیارک برابر ۹.۸ است.